# Pierre Ortigue de Vaumorière
Pierre Ortigue de Vaumorière (* 1610 in Apt; † September 1693 in Paris) war ein französischer Schriftsteller.

## Leben
Pierre Ortigue de Vaumorière ging früh nach Paris und verkehrte in Literatenkreisen. Er frequentierte den Salon der Madeleine de Scudéry und war Sekretär in der Akademie des Abbé d’Aubignac. Ab 1656 veröffentlichte er historische Romane und vollendete die Geschichte Frankreichs von La Calprenède, die ins Deutsche übersetzt wurde. Gegen Ende seines Lebens hatte er Erfolg mit einem Benimmbuch und einem Briefsteller.

## Werke (Auswahl)

### Romane
- Le Grand Scipion. 4 Bde. 1656–1664.
- (mit La Calprenède) Faramond, ou L’histoire de France. 12 Bde. Paris 1661–1670. (Bände 8–12 von Vaumorière)
  - (deutsch) Des durchleuchtigsten Pharamunds curiöse Liebs- und Helden-Geschicht, oder frantzösischer Kriegs-, Siegs-, Lob- und Liebes-Thaten von den ur-alten Kriegen des edlen Franckenlandes ursprünglich hergeleitet. 12 Bde. Zieger, Nürnberg 1688–1699. (übersetzt von Johann Philipp Ferdinand Pernauer, 1663–1711)
- Histoire de la galanterie des anciens. 2 Bde. Paris 1671.
- Les Galanteries amoureuses de la cour de Grèce, ou les Amours de Pindare et de Corinne. 2 Bde. Paris 1677.
- Adelaïde de Champagne. 4 Bde. 1680.
- Agiatis reyne de Sparte, ou les Guerres civiles des Lacedemoniens sous les rois Agis & Leonidas. 2 Bde. 1685.

### Weitere Werke
- Harangues sur toutes sortes de sujets avec l’art de les composer. 1687, 1692. (Vorträge der Akademie von d’Aubignac)
- L’art de plaire dans la conversation. 1688, 1691. (Benimmbuch, englisch 1722)
- Lettres sur toutes sortes de sujets, avec des avis sur la manière de les écrire. 2 Bde. 1690, 1693. (Briefsteller)